# 류후이
류후이(류혜, 刘慧, 1959년 12월 ~ )는 중화인민공화국의 정치인이며, 후이족 출신이다. 전 닝샤 후이족 자치구 주석이다.

## 생애
톈진시 출신으로 1985년 12월 중국 공산당에 입당했고 인촨사범학교와 중국공산당 중앙당교를 졸업했다. 중국 공산당 제17기와 18기 중앙후보위원을 역임하고 중국공산당 닝샤 후이족 자치구 구위원회 부서기와 자치구 인민정부 주석을 지냈다. 중화인민공화국 건국 이래 다섯번째로 성급 행정 최고 관리를 지낸 여성이다.